# حقابه
حقابه یا حق آب در قانون آب، به حقوق هر فرد برای استفاده از منابع آب اطلاق می‌گردد. به‌طور کلی حق آب عبارتست از: سهم مشروع و مقرر روستا، مزرعه، باغ، خانه از آب رود، چشمه، قنات، آب‌های زیرزمینی یا چاه در ساعات و به اندازه معلوم. حق آب به حق یک کاربر (مصرف‌کننده) در استفاده از یک منبع آب مثل یک رودخانه، جویبار، تالاب یا منبع آب زیرزمینی اشاره دارد. در مناطقی با آب فراوان و کاربران اندک، این قبیل نظام‌ها به‌طور عمومی پیچیده و پرتنش نیستند. در مناطق دیگر به ویژه نواحی خشک جایی که آبیاری انجام می‌شود، این نظام‌ها اغلب از نظر قانونی و فیزیکی منشأ درگیری و نزاع هستند. در برخی نظام‌ها با آب سطحی و زیرزمینی به یک شکل برخورد می‌شود، درحالی که در نظام‌های دیگر اصول متفاوتی برای آب‌های سطحی و زیرزمینی به کار گرفته می‌شود.

## انواع حق آب
درک «حق آب» در ابتدا مستلزم توجه به زمینه و منشأ «حق» مورد بحث یا ادعا شده می‌باشد. به‌طور سنتی (مرسوم) حق آب به بهره‌برداری و استفاده از آب به عنوان یک مؤلفهٔ حیاتی در تأمین نیازهای بنیادی انسان مثل آشامیدن و آبیاری اشاره دارد. همچنین حق آب می‌تواند شامل تصرف فیزیکی مسیرهای آبی به منظور حمل و نقل، تجارت و حتی اهداف (اماکن) تفریحی باشد. اصول و دکترین‌های قانونی که پایه‌های انواع مختلف حق آب را شکل می‌دهند در نظام‌های حقوقی محلی و ملی متفاوت بوده و آنها را نمی‌توان به سادگی جابجا کرد؛ بنابراین، تفاوت‌هایی که در میان کشورها و درون آنها بین بخش‌های مختلف یک کشور وجود دارد ناشی از مباحثات و نگاه‌های متنوع به حق بر آب است.

### حق آب به عنوان یک مؤلفه

#### حق آب مبتنی بر مالکیت زمین
اغلب، حق آب مبتنی بر مالکیت زمین‌هایی است که آب در آن باقی می‌ماند یا جریان دارد. طبق کامن لا انگلیس، هرگونه حقی که نسبت به آب متحرک و سیار ادعا می‌شود باید مبتنی بر حق دائم و غیرمنقول بر زمینی باشد که در زیر آن قرار گرفته‌است. در جویبارها و رودخانه‌ها این حق با عنوان حق مجاورت (riparian right) شناخته می‌شود که توسط حقوق مالکیت حمایت می‌شوند. اصول حقوقی که به مدت طولانی تحت عنوان اصول مجاورت شناخته شده‌است شامل حق برداشت آب—برای آشامیدن یا آبیاری—یا افزودن آب بیشتر به کانال—برای زهکشی یا پساب (پخش و انتشار) می‌باشد. طبق حقوق مجاورت، حق آب در معرض قضاوت برای «استفاده مناسب و منطقی» قرار می‌گیرد. نهاد مقننه اصل «استفاده مناسب و منطقی» را به شرح زیر تعریف کرده‌است: «آزمون واقعی این اصل عبارت از این است که آیا بهره‌برداری مزبور به ضرر سایر بهره‌برداران است یا نه».

#### حق آب مبتنی بر برداشت قبلی
در جایی که آب کمیاب تر است (مثل محدوده غربی ایالات متحده) تخصیص آب جاری بر مبنای تقدم انجام می‌شود. در دکترین تقدم دربرداشت، حق به کسی داده می‌شود که صرف نظر از مالکیت بر زمین مجاور آبراه (رودخانه)، آب را برای مصرف خود منحرف ساخته و اینکار را ادامه داده‌است، به شرطی که از آن برای مصارف سودمندانه‌ای استفاده نماید. در بین بهره‌برداران، اولویت اول با کسی است که اول از همه شروع کرده باشد. نظام مدرن حقوق تقدم با ۵ اصل مشخص می‌شود:
1. حق انحصاری برای بهره‌بردار اولیه است و کلیه امتیازات بعدی مشروط بر حق‌های پیشین می‌باشد.
2. همه امتیازات، مشروط به استفاده سودمند می‌باشند.
3. آب می‌تواند در اراضی مجاور و غیرمجاور مورد استفاده قرار گیرد (یعنی آب می‌تواند در زمین مجاور به منبع آب یا در زمینی که از منبع دور است مورد استفاده قرار گیرد)
4. انحراف آب مجاز است، صرف نظر از کوچک شدن رودخانه یا جویبار.
5. این امتیاز ممکن است در صورت عدم استفاده لغو شود.[۹]

استفاده سودمند تحت عنوان استفاده کشاورزی، صنعتی یا شهری تعریف می‌شود. مصارف زیست‌محیطی مثل حفظ یک پیکره آبی و حیات وحشی که آن را مصرف می‌کند در ابتدا در برخی ایالت‌ها به عنوان مصارف سودمند لحاظ نمی‌شدند اما در بعضی مناطق این حقوق پذیرفته می‌شد. هر حق آب با یک میزان آورد سالانه و تاریخ بهره‌برداری شناخته می‌شود. وقتی یک حق آب فروخته می‌شود، تاریخ بهره‌برداری اولیه خود را حفظ می‌کند.

#### تخصیص آب جامعه‌محور
در بعضی کشورها حقوق متقدم آب می‌تواند مستقیماً به جوامع اعطا شود. در چنین مواردی، آب به منظور تأمین ظرفیت کافی برای رشد و توسعه آینده آن جامعه لحاظ می‌شود. مثلاً، در کالیفرنیا به جوامع ساکن در آبخیزها حق بالاتری نسبت به مصرف‌کنندگان متقدم داده می‌شود، صرفاً به این دلیل که آنها در جایی که آب از آنجا نشأت می‌گیرد واقع شده‌اند. نمونه دوم از حقوق آب مبتنی بر جامعه، حق آب در pueblo می‌باشد. بر اساس رأی کالیفرنیا، حق آب در pueblo برای یکایک جوامع پابلو که در مسیر جویبارها و رودخانه‌های جاری در شهر و بر روی سفره‌های آب زیرزمینی زیر شهر قرار گرفته‌اند، اعطا شده‌است. ادعا و درخواست pueblo با نیازهای شهر گسترش می‌یابد و ممکن است برای تأمین نیازهای مناطقی که بعداً به شهر ضمیمه شده‌اند مورد استفاده قرار گیرد. با وجود اینکه کالیفرنیا حق آب pueblo را به رسمیت می‌شناسد، اما این حق بحث‌برانگیز است. بعضی از پژوهشگران و دادگاه‌های نوین ادعا می‌کنند که دکترین حق آب pueblo در قانون آب اسپانیا یا مکزیک فاقد ریشه و پایه تاریخی است.

#### حق آب پاک
بسیاری از ملت‌ها، ایالات و شهرها به دلیل وابستگی به آب پاک، مقرراتی را به منظور حفاظت پیشگیرانه (انحصاری) از کیفیت و کمیت آب، تصویب کرده‌اند. این حق دولت برای تنظیم کیفیت آب مبنی بر حق حفاظت از کیفیت آب در مسیرهای حمل و نقلی است که متعلق به عموم هستند و همین‌طور مبنی بر حق وصول آب‌ها بدون کم و کاست است که مطابق با دکترین‌های مجاورت و تقدم مطابقت دارد.

### حق دسترسی و تصرف فیزیکی آب
بند تجارت قانون اساسی ایالات متحده به کنگره، قدرت تنظیم و تصرف آب‌های قابل ناوبری (حمل و نقل) را می‌دهد؛ که این امر به یک خدمت ناوبری اشاره دارد. کنگره ایالات متحده این قدرت را به روش‌های مختلفی از جمله ساختن سدها، انحراف آب از یک جریان و بلوکه و محدود کردن استفاده از آب راه‌ها، اعمال کرده‌است. این خدمت یک قدرت فدرال است نه یک حق فردی.
حق اعتماد عمومی (Public Trust Rights) برای دسترسی و بازتولید در آب‌های قابل ناوبری وجود دارد. این حق غالباً بر مبنای حقوق محلی برای دارایی‌هایی که موضوع اعتماد عمومی هستند استفاده می‌شود. در ایالات متحده، هر ایالت اراضی مسیرهای حمل و نقلآبی را در اختیار دارد و می‌تواند آنرا در قالب نظام حقوقی عمومی برای دسترسی یا تفریح مورد استفاده قرار دهد. مجدداً باید تأکید کرد که این «حق آب» یک حق فردی نیست بلکه بیشتر یک حق عمومی و امتیاز خاص است که مبتنی بر حقوق محلی می‌تواند شامل محدودیت‌ها و قیودی برای استفاده باشد.
اصلاحیه پنجم و یازدهم قانون اساسی ایالات متحده، از طریق منع تصویب هرگونه قانون و مقرراتی که منجر به مالکیت خصوصی شود، قدرت دولت‌های ایالتی یا فدرال را برای استفاده‌های انحصاری از آب، محدود نموده‌است. قوانین و مقرراتی که یک مالک مجاورتی را از حق آب قانونی‌اش منع و محروم می‌کند، موجب مصادرهٔ غیرقانونی اموال خصوصی توسط دولت خواهد شد، و در این شرایط دولت باید به شکلی عادلانه این عمل را برای دارندهٔ حق جبران نماید.

## ایران

### حقوق مالکیت
پیش از ایجاد نهاد دولت مدرن در ایران، هر فردی می‌توانست برای استحصال آب‌های مهارنشده سطحی و زیرزمینی با حفر قنات و چاه یا احداث کانال سرمایه‌گذاری کند و مالک آب باشد. قواعد و ساز و کارهای عرفی نیز از مالکیت افراد بر منابع آب حمایت می‌کرد. همچنین احکام فقهی با قواعدی همچون حیازت مباحات (مراد از مباحات، که بخشی از مشترکات به‌شمار می‌روند، ثروت‌های طبیعی است که مالک خاص ندارند و عموم مردم در حق استفاده کردن از آن‌ها مشترک‌اند و هیچ مانع شرعی برای بهره‌برداری یا تملک آن‌ها به شکل متعارف وجود ندارد؛ مانند اموال گمشده، آب‌ها، مراتع، گیاهان، شکارهای خشکی و دریایی و معادن زمینی و دریایی. حیازت به معنای تصرف مالکانه در اموال مباح منقول می‌باشد و حیازت مباحات، به در اختیار گرفتن مال منقول مباح گفته می‌شود. امکان حیازت و بهره‌برداری از مباحات برای هر شخصی که اقدام به حیازت کند، وجود دارد) و جلوگیری از اخلال در مالکیت در قالب تعریف جامع از «حریم» بر مالکیت خصوصی منابع آب و حفاظت از این حقوق صحه گذاشته‌است. اولین قانون مدرن در ایران که در ارتباط با نحوه مالکیت و بهره‌برداری آب قواعدی را تعیین می‌کند، قانون مدنی است که در سال ۱۳۰۷ مصوب شد. این قانون با اقتباس از فقه امامیه و برداشت مستقیم از اجماع فقها، به اشخاص این اختیار را داد تا بر اساس چهار قاعده حقوقی حیازت مباحات، عقود و تعهدات، ارث و اخذ به شفعه، به مالکیت خصوصی بر منابع آب دست یابند.
به تدریج با ایجاد مسائل زیست‌محیطی ناشی از کمبود آب، لزوم ایجاد ساز و کارهای قانون‌گذاری رسمی برای حفاظت از منابع آب احساس شد و میزان دخالت و ورود دولت به مدیریت آب افزایش یافت. بر این منوال در سال ۱۳۴۷ با تصویب «قانون آب و نحوه ملی شدن آن»، کلیه آب‌های جاری در رودخانه‌ها و انهار طبیعی و دره‌ها و جویبارها و هر مسیر طبیعی دیگر اعم از سطحی و زیرزمینی و همچنین سیلاب‌ها و فاضلاب‌ها و زه‌آب‌ها و دریاچه‌ها و مرداب‌ها و برکه‌های طبیعی و چشمه‌سارها و آب‌های معدنی و منابع آب‌های زیرزمینی ثروت ملی محسوب و متعلق به عموم گردید و مسئولیت حفظ و بهره‌برداری این ثروت ملی و احداث و اداره تأسیسات توسعه منابع آب به وزارت آب و برق محول شد. شاخصه دقیق این قانون ایجاد تحولی است که با ملی شدن آب به عنوان یک ثروت ملی و اعلام تعلق آن به عموم جامعه، مبانی بهره‌مندی از آن را در یک چارچوب جدید با نظارت مستقیم دولت طرح‌ریزی می‌کند و نحوه استفاده و انتفاع از آب دچار تغییر و تحول می‌گردد. این امر علاوه بر آنکه مالکیت منابع آب را از حالت خصوصی خارج نمود، به علت ملی بودن آب دولت را به عنوان نماینده جامعه، متکفل امر ساماندهی بهره‌برداری از آب‌های مختلف کشور ساخت.
پس از انقلاب اسلامی، در اصل ۴۵ قانون اساسی در ارتباط با مالکیت منابع آب و بهره‌برداری از آن، دو موضوع مورد نظر قرار گرفته‌است. اول آنکه منابع آبی شامل دریاها، دریاچه‌ها، رودخانه‌ها و سایر آب‌های عمومی جز انفال و ثروت‌های عمومی به حساب آمده‌اند و ملک خصوصی افراد نبوده و قابل تملک خصوصی نیز به‌شمار نمی‌آیند. دوم آنکه اختیار آن را به حکومت اسلامی واگذار کرده‌است. مقصود از انفال در فقه شیعه، بخشی از مشترکات شامل اموال منقول یا غیرمنقولی است که ملک پیامبر و امام به‌شمار می‌روند و تصرف در آن‌ها منوط به اجازه آنهاست. تفاوت مهم انفال با مباحات عمومی آن است که در انفال، برخلاف مباحات، اصل بر جایز نبودن تصرف افراد است، مگر آن‌که اجازه عام یا خاص داده شود.
سه سال پس از تصویب قانون اساسی، شورای نگهبان در راستای تطبیق طرح توزیع عادلانه آب با شرع اسلام به تبیین این اصل قانون اساسی پرداخت و انفال بودن آب را خلاف شرع و آن را از مشترکات دانست. بر مبنای این قاعده، در ماده یک قانون توزیع عادلانه آب مصوب سال ۱۳۶۱، آب‌های دریاها و آب‌های جاری در رودها و انهار طبیعی و دره‌ها و هر مسیر طبیعی دیگر اعم از سطحی و زیرزمینی و سیلاب‌ها و فاضلاب‌ها و زه‌آب‌ها و دریاچه‌ها و مرداب‌ها و برکه‌های طبیعی و چشمه‌سارها و آب‌های معدنی و منابع آب‌های زیرزمینی را مشترکات و در اختیار حکومت اسلامی دانسته‌است که باید طبق مصالح عامه از آنها بهره‌برداری شود و مسئولیت حفظ و اجازه و نظارت به بهره‌برداری از آن‌ها به دولت محول می‌شود.
آگاه و حسنی در تفسیر قید «در اختیار حکومت اسلامی» که در این قانون ذکر شده‌است و در پاسخ به این پرسش که «آیا منظور از این قید آن است که چنین اموالی باید به نظارت حکومت اسلامی درآیند یا به مالکیت و اینکه آیا حکومت اسلامی باید بر مالکیت‌های مشروع گذشته نظارت نماید یا «در اختیار حکومت اسلامی قرار گرفتن» به معنای سلب مالکیت آب‌های حیازت شده و دارای مجوز قانونی است یا خیر؟» پاسخ می‌دهد: «شرع انور اسلام و قوانین اساسی ایران هر نوع سلب مالکیت از اشخاص را منوط به اثبات کسب نامشروع مال در دادگاه صالحه می‌دانند، بنابراین قوانین موضوعه در جمهوری اسلامی ایران نمی‌توانند سلب مالکیت از افراد نسبت به مال مشروع خود را در اختیار و به تشخیص مجریان قانون وابگذارد، چه این سلب مالکیت ناگهانی باشد و چه تدریجی».

### حق بهره‌برداری از آب
قانون حفظ و حراست منابع آب‌های زیرزمینی شروع حضور دولت برای نظارت بر بهره‌برداری از منابع آب بوده‌است. این موضوع با تصویب قانون آب و نحوه ملی شدن آن کامل‌تر شد و برای تمامی مصارف آب عمومیت پیدا کرد. در این قانون رویکرد جدید به اجازه مصرف و بهره‌برداری از آب، ارائه پروانه به حقابه‌داران مجاز گذشته و متقاضیان واجد شرایط بوده‌است. اجازه مصرف حقی است که به منظور استفاده مفید و معقول از آب با رعایت مقررات پیش‌بینی شده در این قانون از طریق صدور پروانه به اشخاص حقیقی یا حقوقی واگذار می‌شود. وزارت آب و برق یا سازمان‌ها و شرکت‌های تابعه پس از کسب اطلاعات و رسیدگی به درخواست مربوط به مصرف آب و صدور پروانه و اخذ تعهد لازم، پروانه مصرف آب را با رعایت حق تقدم، صادر می‌کند. کسانی که بر اساس اسناد جزء و جمع و سایر اسناد حقوقی و رسمی، برداشت‌کننده آب بوده‌اند حقابه‌دار دانسته می‌شوند و این قانون دولت را ملزم به اعطای پروانه به آنها می‌کند. اما از آنجا که قید مصرف مفید برای تمامی مصارف آب در نظر گرفته می‌شود، پروانه صادره به میزان مصرفی است که از نظر دولت مفید دانسته می‌شود. اجرای این بخش از قانون و صدور پروانه‌های مصرف مفید بر عهده هیئت‌های سه‌نفره‌ای است که وزارت آب‌وبرق وظیفه تشکیل آنها را در هر ناحیه یا منطقه داشته‌اند.
طبق قانون آب و نحوه ملی شدن آن، دولت تعهدی برای پذیرش کامل حقوق آب گذشته و حفظ میزان آبدهی منبع ندارد و میزان مصرف را با قید مصرف مفید می‌پذیرد که ممکن است کمتر از حجم آب حیازت شده گذشته باشد. در بخش‌هایی دیگر از این قانون، اجازه مصرف تحت عنوان میزان مصرف مفید تحت شرایط زمان و مکان (با توجه به احتیاجات مصرف‌کننده و احتیاجات عمومی و امکانات) طبق مقررات این قانون تعیین شده‌است و مصرف مفید با تغییر روش‌های علمی و فنی قابل تجدید نظر است. وزارت آب و برق مکلف است با توجه به اطلاعاتی که وزارت کشاورزی در مورد مصرف آب هر یک از محصولات کشاورزی در اختیار وزارت آب و برق قرار می‌دهد تدریجاً میزان اجازه مصرف آب را در هر ناحیه با توجه به نوع محصول، نوع خاک، کیفیت اقلیمی تعیین و اعلام دارد.
بر اساس ماده ۵ این قانون، در رودخانه‌هایی که مجموع حقابه مصرف‌کنندگان بیش از میزان واقعی و عادی رودخانه‌ها باشد و حقابه‌های موجود به مصرف مفید نرسد وزارت آب و برق می‌تواند در تعیین میزان حقابه مصرف‌کنندگان تجدید نظر کند. با وجود آنکه در زمان تصویب قانون، اضافه مصرف از منابع آب زیرزمینی نسبت به آب سطحی متداول‌تر بوده‌است، اما راهکاری برای جبران بیلان منفی آبخوان‌ها ارائه نشده‌است.
همچنین در این قانون منابع آبی جدیدی که دولت می‌تواند برای مصرف آنها پروانه صادر کند شامل موارد زیر است. این موارد با اصلاحات جزئی در قانون توزیع عادلانه آب نیز ذکر شده‌است.
- آب‌هایی که بدون استفاده مانده باشد؛
- آب‌هایی که بر اثر احداث تأسیسات آبیاری و سدسازی و زهکشی به وسیله سرمایه‌گذاری دولتی به دست آمده و می‌آید؛
- آب‌هایی زائد از مصرف که به دریاچه‌ها و دریاها و انهار می‌ریزند؛
- آب‌هایی حاصل از فاضلاب‌ها؛
- آب‌هایی زائد از سهمیه شهری؛
- آب‌هایی که از تاریخ صدور پروانه تا سه سال به وسیله دارنده پروانه یا جانشین او به مصرف نرسیده باشد؛
- آب‌هایی که پروانه استفاده از آن به علل قانونی لغو شده باشد؛
- آب‌هایی که بر اثر زلزله یا سایر عوامل طبیعی در منطقه‌ای ظاهر می‌شود.

در قانون توزیع عادلانه آب تخصیص و اجازه بهره‌برداری از منابع عمومی آب برای مصارف شرب، کشاورزی، صنعت و سایر موارد منحصراً با وزارت نیرو دانسته شده‌است که باید بهره‌برداری از آن طبق مصالح عامه باشد. عنوان مصالح عامه بسیار کلی و عمومی است و در عبارات قانونی فاقد تعریف روشن است و باعث تفسیرهای شخصی از قانون شده‌است. در آئین‌نامه‌های اجرایی نیز این عبارت تعریف نشده‌است و مشخص نیست آیا لازم است که در سایر قوانین مصادیق مصالح عامه ذکر شود یا اینکه منظور این است که دولت با تدابیر ویژه خود اقداماتی را به انجام رساند که در نهایت هدف آنها تأمین مصالح عامه باشد؛ هرچند که محتمل است در پاره‌ای مواقع درکوتاه مدت، مصالح عمومی در معرض تعدی و تفریط دولت نیز قرار گیرد.
در قانون توزیع عادلانه آب نیز هیئت سه نفره برای صدور پروانه مصرف معقول پیش‌بینی شده‌است. با این تفاوت که در قانون آب و نحوه ملی شدن دو کارشناس از طرف وزارت آب و برق در هیئت سه نفره حضور داشت و این هیئت وظیفه صدور پروانه مصرف مفید برای کلیه منابع آبی را بر عهده داشت، اما طبق قانون توزیع عادلانه آب، هیئت‌های سه نفری تنها وظیفه صدور پروانه مصرف معقول برای مصارف آب سطحی را دارند و اعضای آن مرکب از یک نفر کارشناس حقوقی به انتخاب وزارت نیرو و یک نفر کارشناس فنی به انتخاب وزارت کشاورزی و یک نفر معتمد و مطلع محلی به انتخاب شورای محل است. حضور یک رای از سه رای در اختیار وزارت نیرو در حالی است که وظیفه تخصیص و اجازه بهره‌برداری بر عهده این وزارتخانه قرار گرفته‌است.
طبق قانون توزیع عادلانه آب استفاده از منابع آب‌های زیرزمینی از طریق حفر هر نوع چاه و قنات و توسعه چشمه در هر منطقه از کشور با اجازه و موافقت وزارت نیرو باید انجام شود و وزارت مذکور با توجه به خصوصیات هیدروژئولوژی منطقه (شناسایی طبقات زمین و آب‌های‌زیرزمینی) و مقررات پیش‌بینی شده در این قانون نسبت به صدور پروانه حفر و بهره‌برداری اقدام می‌کند. در ماده ۲۲ نیز وزارت نیرو یا سازمان‌ها و شرکت‌های تابعه وظیفه صدور پروانه مصرف معقول آب را با رعایت حق تقدم بر اساس‌آیین‌نامه‌ای که وزارتین نیرو و کشاورزی پیشنهاد و هیئت‌وزیران تصویب می‌نمایند بر عهده گرفته‌اند. اما بر اساس ماده ۸ آیین‌نامه اجرایی نحوه صدور پروانه مصرف معقول موضوع ماده ۱۸ قانون توزیع عادلانه آب، وظیفه صدور پروانه مصرف معقول برای مصارف آب سطحی به وزارت کشاورزی سپرده شده‌است. پیش از تصویب قانون توزیع عادلانه آب نیز طبق لایحه قانونی راجع به تغییرات وظایف وزارت نیرو مصوب سال ۱۳۵۹، وظیفه اداره آب شرب شهرها به استانداری و شهرداری سپرده شده‌است و اداره آبیاری و تشکیلات مربوط به رودخانه‌ها (حق آب‌ها) نیز به وزارت کشاورزی و عمران روستایی یا استانداری ذی‌ربط منتقل گردیده‌است تا میزان حقابه و رسیدگی به شکایات حقابه بر آن رودخانه‌ها تحت سرپرستی ادارات مربوط و خودیاری مردم انجام شود.

### اولویت مصارف
از زمان تصویب قانون توزیع عادلانه آب، مصارف شرب اولویت اول را برای سیاستگذاران داشته و در این زمان تأمین آب برای توسعه کشاورزی نسبت به توسعه صنعت از اولویت بالاتری برخوردار بوده‌است. به طوری که در آئین‌نامه اجرایی نحوه صدور پروانه مصرف معقول موضوع ماده ۱۸ قانون توزیع عادلانه آب مصوب سال ۶۳ اولویت پروانه‌های مصرف معقول با رعایت حق تقدم به ترتیب برای مصارف زیر ذکر شده‌است:
1. آب مشروب؛
2. آب باغ‌های موجود در تاریخ تصویب این آئین‌نامه (درختان مثمر و صنعتی)؛
3. آب زراعتی و دامپروری؛
4. آب مصارف صنعتی؛
5. سایر مصارف.

در این آیین‌نامه پیش‌بینی شده که در صورت ایجاب تأمین آب برای برنامه‌های عمرانی و طرح‌های اقتصادی، وزارت نیرو می‌بایست با جلب نظر وزارت کشاورزی در مورد تغییر اولویت مصارف کشاورزی به صنعتی و معدنی تصمیم لازم را اتخاذ کند.
اما در سال‌های اخیر با افزایش بی‌رویه مصرف بخش کشاورزی و تبعات ناشی از آن برای توسعه پایدار و مشکلات برای دولت جهت تأمین نیازهای ضروری دیگر، اولویت‌های مصارف صنعتی مقدم بر مصارف کشاورزی گردید. به طوری که بر مبنای تصویب‌نامه هیئت وزیران در خصوص راهبردهای توسعه بلندمدت منابع آب کشور مصوب سال ۱۳۸۲، اولویت تخصیص‌های جدید آب به ترتیب باید به مصارف شرب و بهداشت، صنعت و خدمات، باغداری و زراعت صورت گیرد. طبق این تصویب‌نامه اصلاح ساختار مصرف آب در کشور، باید به گونه‌ای تغییر یابد که سهم مصارف آب کشاورزی از ۹۲ درصد در وضع فعلی با احتساب سایر نیازها به حداکثر ۸۷ درصد در بیست سال آینده تغییر یابد و در عین‌حال با افزایش راندمان آبیاری و تخصیص آب به محصولات با ارزش اقتصادی بیشتر، بازدهی آب در بخش‌کشاورزی به ازای یک متر مکعب آب از وضع فعلی به دو برابر در بیست سال آتی افزایش یابد.

### انتقال حقابه
بازار آب به منظور خرید و فروش حقابه از گذشته در ایران به صورت غیررسمی وجود داشته‌است. اما از زمان تصویب قانون آب و نحوه ملی شدن آن، انتقال حقابه مگر با اجازه موردی وزارت آب و برق غیرقانونی شد. طبق ماده ۱۳ این قانون، هیچ‌کس حق ندارد آبی را که اجازه مصرف آن را دارد به مصرفی بجز آنچه که در پروانه قید شده‌است برساند و همچنین حق انتقال پروانه صادر شده را به دیگری نخواهد داشت مگر با اجازه وزارت آب و برق. همچنین طبق ماده ۱۴ این قانون، پروانه مصرف آب مختص به زمین و مواردی است که برای آن صادر شده‌است مگر آن که تصمیم دیگری به وسیله دولت در منطقه اتخاذ شود یا به هر علتی مسلم شود که مصرف مفید و اقتصادی نیست؛ در این صورت وزارت آب و برق مراتب را با ذکر علل و ارائه دستورهای فنی به مصرف‌کننده اعلام می‌دارد. ماده ۲۸ قانون نیز صراحتاً بیان می‌کند دارندگان پروانه‌های صادره پس از اعلام ملی شدن آب در هر منطقه به هیچ عنوان مجاز به آب فروشی نیستند مگر اینکه پروانه به نام شرکت تعاونی روستایی یا شرکت سهامی زراعی صادر شده باشد که در این صورت مجازند به اعضاء شرکت بفروشند.
البته این قانون به انتقال حقابه چاه‌هایی که قبل از تصویب این قانون به‌طور مجاز احداث شده‌اند و ظرفیت استخراج آب آنها بیش از میزان مصرف مفید صاحبان پروانه بوده‌است و مازاد آنها قبل از تصویب این قانون برای امور کشاورزی و صنعتی یا شهری مصرف مفید داشته‌است، مشروعیت داده‌است و در این موارد برای مصرف‌کنندگان آب مازاد پروانه جداگانه صادر و نرخ آب به صاحب چاه پرداخت می‌شود.
مشابه تمامی مواد قانونی ذکر شده در قانون آب و نحوه ملی شدن آن در ارتباط با بازار آب و انتقال حقابه، در قانون توزیع عادلانه آب نیز تکرار شده‌است. به طوری که در قانون توزیع عادلانه آب نیز پروانه مصرف آب مختص به زمین و مواردی است که برای آن صادر شده‌است مگر آنکه تصمیم دیگری بوسیله دولت در منطقه اتخاذ شود، هیچ‌کس حق ندارد آبی را که اجازه مصرف آن را دارد به مصرفی بجز آنچه که در پروانه قید شده‌است برساند، حق انتقال پروانه صادره به دیگری بدون اجازه وزارت نیرو وجود ندارد و همچنین حقابه‌های جابه‌جا شده پیش از تصویب این قانون دارای مشروعیت است.
با وجود مخالفت با بازار آب در قانون مرجع مدیریت آب کشور، در برنامه‌ها و سیاست‌های کشور در سال‌های بعد، از بازار آب به عنوان راهی برای مواجهه با مشکلات کمبود آب و بهره‌وری پایین نام برده شده‌است. برای مثال در قانون برنامه سوم به تقویت بازارهای محلی آب اشاره شده و در قانون برنامه پنجم به منظور تقویت بازارهای محلی و منطقه‌ای و توجه به ارزش آب به وزارت نیرو اجازه داده شده‌است خرید آب استحصالی و پساب تصفیه‌شده از سرمایه‌گذاران اعم از داخلی و خارجی، آب مازاد ناشی از صرفه‌جویی حقابه‌داران در بخش‌های مصرف و همچنین هزینه‌های انتقال آب توسط بخش غیردولتی را با قیمت توافقی یا با پرداخت یارانه بر اساس دستورالعمل مصوب شورای اقتصاد، تضمین نماید. همچنین یکی از پروژه‌های ۱۵ گانه مصوبه شورای عالی آب در سال ۱۳۹۴برای طرح ملی احیا و تعادل‌بخشی منابع آب زیرزمینی کشور، تحت عنوان «ایجاد و استقرار بازار محلی آب در محدوده مطالعاتی» است.

## حق آب در فنلاند
در فنلاند، پیکره‌های آبی عموماً دارای مالکیت خصوصی هستند اما فنلاند نیز از اصل حقوقی رومی در مورد آب‌های جاری تبعیت می‌کند، که بر اساس آن آبی که به صورت آزاد در پیکره‌های آبی جریان دارند را نمی‌توان تملک کرد. این بدان معناست که صاحبان پیکره‌های آبی نمی‌توانند مانع از انحراف‌های قانونی آب برای مصارف کشاورزی، صنعتی، شهری یا خانگی شوند. در این کشور استفاده از مسیر رودخانه‌ها برای عموم آزاد است.

## تاریخچه حق آب
در زمان روم، مردم قانوناً مجاز بودند که حق بهره‌برداری موقتی نسبت به آب جاری اخذ کنند. این حق مستقل از مالکیت زمین و تا زمانی که استفاده از آن ادامه داشت باقی بود. طبق قانون رومی، هیچ زمینی تحت مالکیت شهروندان نبود، همه زمین‌ها متعلق به جمهوری و تحت کنترل سیاستمداران بود. طبق حقوق عمومی انگلیس، تمامی آب‌های جذر و مدی در اختیار پادشاه قرار داشت و همه جریان‌های آب شیرین به‌طور کامل به زمین‌ها متصل بود. با این حال، طبق دکترین مجاورت، صاحبان زمین حق دریافت آب بدون کاستی از صاحبان زمین‌های بالادست را داشتند.
با گذر زمان، حق بر آب از نظام کاملاً مبتنی بر زمین (مجاورت) به نظامی ترکیبی تکامل یافت که در آن حق مبتنی بر تقدم نیز به رسمیت شناخته شد و این باعث شد تا کسانی که زمین نداشتند بتوانند حق دریافت آب پاک را به شکلی مطمئن بدست آورند. قاعدهٔ مصرف منطقی آب در بعضی کشورها تکامل یافت.